# Perrhybris pamela mapa
Perrhybris pamela mapa es una subespecie de Perrhybris pamela conocida como mariposa Pamela, de la familia Pieridae.

## Descripción
Macho: las alas posteriores y anteriores en su vista dorsal son de color blanco, venas de color blanco. El ápice del ala anterior es de color negro con una mancha triangular de color negro entre las venas M3 y Cu1. En el margen costal desde la región basal, hasta la región submediana presenta escamas de color negro. Las antenas son de color negro con el ápice con escamas blancas. La cabeza es de color negro al igual que el tórax, el cual también presentan pelos blancos; el abdomen en su vista dorsal es de color blanco. Por la base de las antenas presenta pelos blancos. Ventralmente las alas anteriores son con el mismo patrón de manchas y color blanco con muy pocas escamas amarillas. En el área basal presenta escamas de color amarillo claro. Las alas posteriores son de color blanco, margen costal sobre la vena Sc+R1 presenta una franja con escamas negras, y paralela a esta presenta otra franja con escamas negras cruzando la célula discal hasta llegar a la unión Rs-M1. Presenta escamas negras en la región postdiscal entre las venas Rs y M1. También presenta escamas pardas desde la región marginal, submarginal sobre los márgenes de las venas (“presenta importantes diferencias con respecto a la población mexicana y las de Centroamérica, al presentar abundante pigmentado de escamas de color café-negro prácticamente en toda el ala posterior con excepción de la zona discal”). Presenta escamas amarillas en el área de la región postdiscal, y una delgada línea anaranjada que inicia en la región basal y cruz por la célula discal. Paralela ha esta presenta una banda oscura de color negro-café. En la región basal también presenta escamas amarillas cerca de la vena humeral. Palpos, tórax y abdomen son de color blanco.  Esta especie presenta dimorfismo muy marcado. La hembra presenta patrón tigre, con tres bandas anaranjadas a amarillo, y el color de fondo pardo o café oscuro.  La primera parte desde casi la mitad del margen costal (está casi totalmente con escamas amarillas), sobre la región subapical. La segunda cubre la mitad de la célula discal con escamas anaranjadas y por el área postdiscal entre las venas M2 y M3 con escamas amarillas (esta banda hay una diferencia con respecto a P. pamela chajulensis ya que en esta subespecie presenta a la mitad escamas cafés que invaden la franja amarilla). Por la región marginal y submarginal entre las venas CuA1 y CuA2 , una mancha de color amarillo. La tercera banda es de color anaranjado con la punta hacia la región submarginal con escamas amarillas. Esta banda anaranjada se localiza entre las venas CuA2 yA1+2 y es más ancha que en P. pamela chajulensis. También cubriendo desde la región postbasal, hasta la región postdiscal el margen anal. Las alas posteriores el color de fondo es pardo o café oscuro con una franja de color amarillo-anaranjado en la celda costal. Presenta banda anaranjada en la región postdiscal y otra discal del mismo color; estas se unen en la región postdiscal. La cabeza, tórax y abdomen son de color pardo en su vista dorsal. Ventralmente los palpos son de color blanco. Tórax es de color amarillo al igual el abdomen. Ventralmente es el mismo patrón de figuras, solamente la banda postdiscal es casi amarillo. “En esta subespecie el ala posterior presenta las áreas marginales y submarginales negras ligeramente más amplias”.

## Distribución
Desde Chiapas en las Montañas de Escuintla, Río Lacanja a Honduras.

## Hábitat
Región del antiplano costero en el sur del estado de Chiapas (Soconusco), México y regiones aledañas del sureste de Guatemala (Retaluleu), y está ligada al Bosque Tropical Perennifolio, y parece ser que su límite sur es el oeste del Salvador.

## Estado de conservación
No está enlistada en la NOM-059, ni tampoco evaluada por la UICN. 